# Dutch Windwheel
La Dutch Windwheel est un projet architectural destiné à offrir à la ville de Rotterdam une grande roue sur le modèle de la London Eye, habitable et contenant une turbine fonctionnant grâce à l'énergie éolienne permettant une autonomie énergétique. Le gratte-ciel en forme d'anneau se compose d'espaces habitables ainsi que d'une attraction touristique composée de cabines fermées tournant autour de l'édifice. Sa construction doit débuter en 2020 et son achèvement est prévu en 2025. La construction du bâtiment pose de nombreux problèmes d'innovation technologique et architecturale et son coût n'est pas encore connu.

## Conception du projet
L'idée est née d'une rencontre entre le directeur commercial du parc des moulins à vent de Kinderdijk, Johan Melleger, et de l'architecte sud-africain Duzan Doepel, spécialiste des habitations écologiques. Leur projet consiste à construire un gratte-ciel de 170 m de hauteur, en forme d'anneau, qui inclura des appartements et une plateforme offrant un point de vue sur la ville de Rotterdam. La Dutch Windwheel doit également être un immeuble écologique, respectueux de l'environnement (recyclage des eaux) et utilisant les énergies durables : vent et ensoleillement.

## Architecture du gratte-ciel
Le bâtiment a la forme d'un anneau. La surface au sol prévue est de 61 000 m2 au total, partagée entre les espaces publics, 72 appartements, un hôtel de sept étages, un restaurant, et l'espace touristique. Autour du bâtiment habitable, 40 cabines tournent sur des rails pour offrir une vue panoramique de la ville. L'ensemble du complexe produit sa propre électricité grâce à l’énergie éolienne (voir détails ci-dessous) et à l’énergie solaire. L'ensemble doit aussi recueillir l'eau de pluie.

### Construction
De nombreuses entreprises participent à ce projet qui représente une innovation technologique importante et comporte de nombreuses inconnues. Le cabinet d'architecte Doepel Strikers a été rejoint par les entreprises de construction rotterdamoises, Meysters et BLOC,. Le directeur du développement du projet est Lennart Graaff,. Le projet a été annoncé publiquement en 2015.
En juin 2017, le projet a le soutien de plusieurs entreprises d'envergure nationale et internationale, avec parmi elles, Bam, ECN, Eneco TNO, Siemens en Deltares. Cependant, son financement n'est pas encore complètement assuré : la Dutch Windwheel pourrait coûter entre 250 et 500 millions d'euros. Son coût est cependant difficile à calculer puisque les technologies utilisées pour sa construction sont encore à l'étude. Les technologies nécessaires à sa réalisation sont étudiées par différentes entreprise et par plusieurs projets de recherche menés à l'université de technologie de Delft et Rotterdam Climate Initiative.
Selon le cabinet d'architecture Doepel responsable du projet, la construction devrait débuter en 2020 et se terminer en 2025.

### Production d'électricité de la turbine à vent
Les constructeurs souhaitent utiliser le système d’énergie éolienne EWICON (Electrostatic wind energy CONverter), une forme de générateur électrostatique pour transformer le vent en électricité sans parties mécaniques passant à l'intérieur de la roue.

## Emplacement
Plusieurs sites ont été envisagés pour construire cet immeuble, l'un des plus probables étant dans le port intérieur de Rotterdam situé entre Marconiplein et la Nouvelle Meuse.

## Impact médiatique et touristique
Bien qu'étant encore à l'état de projet, la Dutch Windwheel a fait l'objet d'une grande couverture médiatique en 2015, lorsque le projet a été présenté au grand public. La Windwheel devrait offrir aux touristes 40 cabines qui tourneront autour de l'édifice, sur le modèle du London Eye, et passeront sous l'eau.